# Aethiopomyia williamsi
Aethiopomyia williamsi är en tvåvingeart som beskrevs av John Otterbein Snyder 1951. Aethiopomyia williamsi ingår i släktet Aethiopomyia och familjen husflugor. Inga underarter finns listade i Catalogue of Life.